# لوثر بلونت
لوثر بلونت (بالإنجليزية: Luther Blount)‏ هو مخترِع أمريكي، ولد في 5 سبتمبر 1916 في وارين في الولايات المتحدة، وتوفي في 24 سبتمبر 2006.